# Ліси Сан-Томе, Принсіпі та Аннобону
Ліси Сан-Томе, Принсіпі та Аннобону або Вологі рівнинні ліси Сан-Томе, Принсіпі та Аннобону (ідентифікатор WWF: AT0127) — афротропічний екорегіон тропічних та субтропічних вологих широколистяних лісів, розташований на островах Гвінейської затоки. На цих островах мешкає велика кількість ендемічних видів, зокрема представники кількох ендемічних родів та родин. Враховуючи невеликі розміри островів, їх можна порівняти з іншими острівними центрами ендемізму, такими як Галапагоський та Гавайський архіпелаги. Деякі представники флори та фауни регіону демонструють характерні для мешканців островів еволюційні феномени, такі як гігантизм та карликовість, а також інші незвичайні екологічні, фізіологічні та поведінкові адаптації.

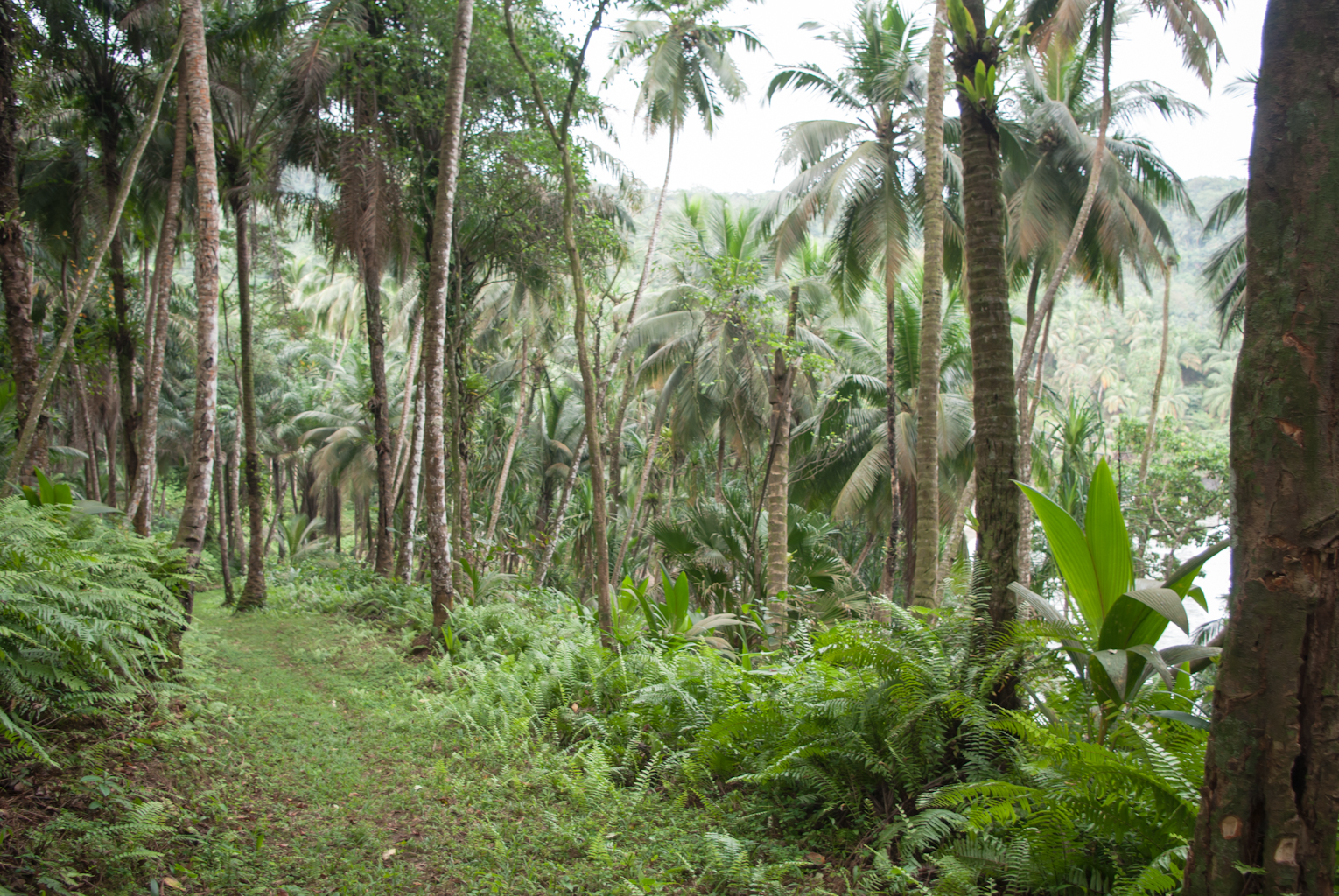
Ліс на острові Сан-Томе

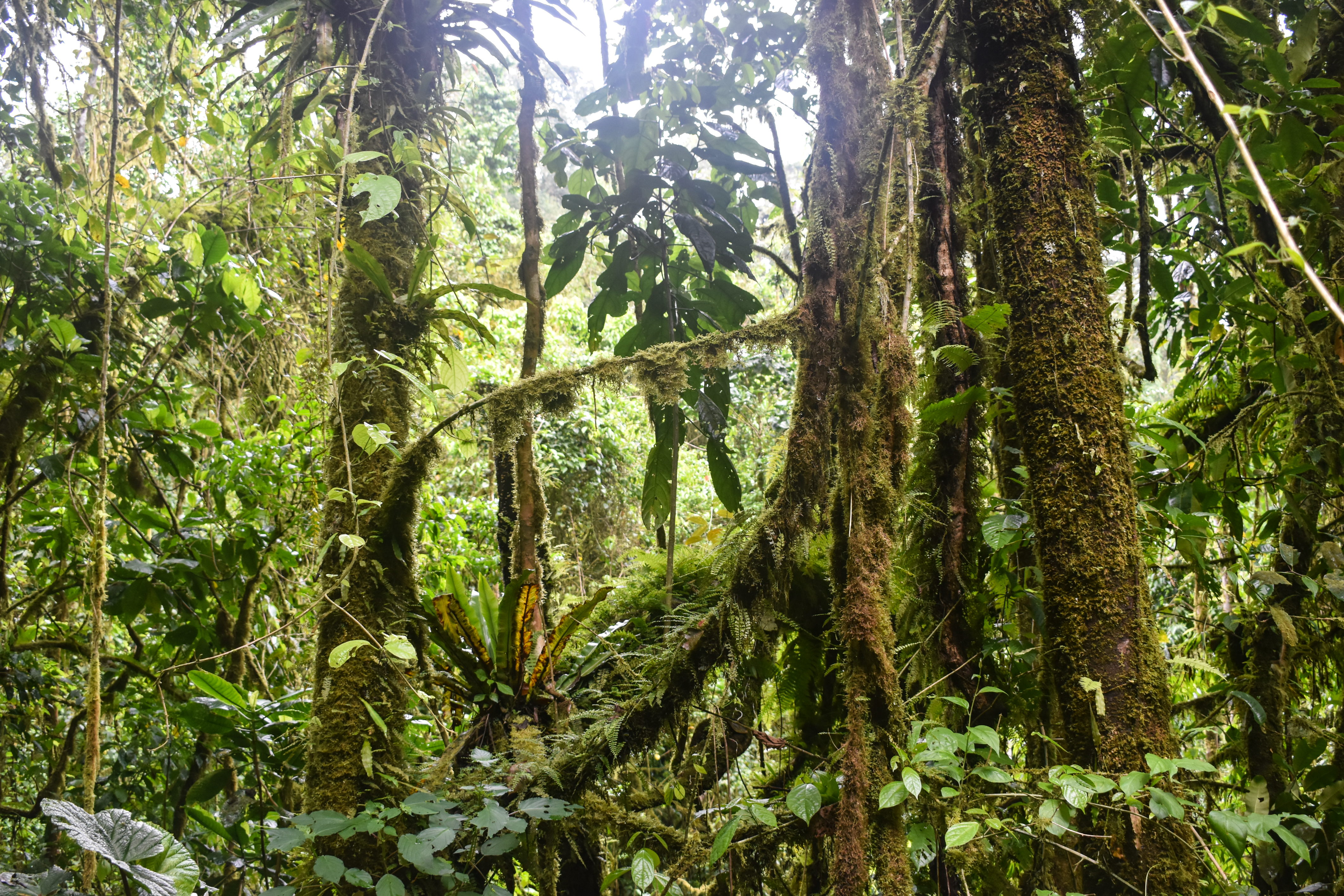
Ліс в Національному парку Обо (національний парк)

## Географія
Екорегіон лісів Сан-Томе, Принсіпі та Аннобону охоплює острови Сан-Томе, Принсіпі та Аннобон, розташовані у Гвінейській затоці. Ці три вулканічні острови є частиною Камерунської лінії, геологічного розлому, який простягається від Аннобону на північний схід через острови Сан-Томе, Принсіпі і Біоко та через вулкан Камерун до Камерунського нагір'я, розташованого на кордоні Нігерії і Камеруну. Вулкани регіону вважають згаслими і востаннє вивергалися під час третинного періоду.
Принсіпі — найпівнічніший острів регіону, розташований найближче до африканського материка. Його площа становить 128 км². Сан-Томе є найбільшим з островів, він розташований на південний захід від Принсіпі, а його площа становить 836 км². Аннобон є найпівденнішим островом і лежить найдалі від узбережжя Африки. Його площа становить лише 17 км².
Острови мають гористий рельєф, а території навколо підніжжя вулканів є єдиними рівними поверхнями на островах. Висота гори Піку-де-Сан-Томе становить 2024 м, гори Піку-де-Прінсіпі — 948 м, а гори Кіовео, найвищої вершини Аннобону — 598 м. Прінсіпі є найстарішим з островів, вік його найдавніших скель становить 31 млн років. Сан-Томе утворився 14 мільйонів років назад, а Аннобон — 4,8 мільйонів років назад. Жоден з островів не був з'єднаний з материковою частиною Африки. Основними гірськими породами регіону є базальти та фоноліти. Вулканічні ґрунти, вік яких становить понад 3 млн років, є відносно родючими.
Поблизу трьох основних островів регіону розташовано кілька менших, безлюдних та скелястих острівців, іноді позбавлених рослинності, як у випадку острівців Тіньйоза-Гранде та Тіньйоза-Пекена, розташованих на південь від Принсіпі. Єдиним населеним острівцем є Ролаш, розташований на південь від острова Сан-Томе. Його довжина становить 2,3 км, ширина 1,4 км, максимальна висота 110 м.
Острови Сан-Томе, Принсіпі та Аннобон були незаселеними, коли у 1470-1471 рр їх відкрили португальські мореплавці. Колонізація островів почалася на початку XVI століття. Сан-Томе став найбільшим у світі виробником цукру, а після занепаду цукрових плантацій став важливим пунктом торгівлі рабами. Аннобон став іспанською колонією у XVIII столітті і наразі є частиною Екваторіальної Гвінеї. У XIX столітті на Сан-Томе і Принсіпі були створені плантації кави та какао, а для роботи на цих планаціях були завезені африканці. У 1975 році ці острови проголосили незалежність та утворили державу Сан-Томе і Принсіпі.

## Клімат
Екорегіон характеризується вологим і спекотним кліматом. На Сан-Томе середнорічна кількість опадів коливається від 1000 мм на північному сході до понад 4000 мм на південному заході та до майже 7000 мм на вершині гори. Сезон дощів триває з жовтня по травень. Максимальна середня температура становить 30-33 °C, мінімальна середня температура — 18-21 °C. Вологість протягом всього року висока. Клімат Принсіпі є подібним, тоді як на острові Аннобон опадів випадає дещо менше.

## Флора
Основними лісовими угрупованнями регіону є вологі ліси, що ростуть у навітряних південних та південно-східних частинах островів та сухі ліси, що ростуть на підвітряних північних і східних частинах островів, де опадів випадає менше. На Сан-Томе рівнинні ліси поширені на висоті до 800 м над рівнем моря, гірські ліси — на висоті від 800 до 1400 м над рівнем моря, а вологі хмарні ліси — на висоті понад 1400 м над рівнем моря. У верхньому поясі гірських лісів та у хмарних лісах поширені рослини, характерні для афромонтанського регіону, зокрема капські маслини (Olea capensis), гвінейські сизигіуми (Syzygium guineense) та пишноцвіті паурідіанти (Pauridiantha floribunda), а також ендемічні дерева, такі як Afrocarpus mannii', Tabernaemontana stenosiphon, Homalium henriquesii, Croton stelluliferus, Polyscias quintasii та Craterispermum montanum.
Екорегіон вирізняється своєю ендемічною флорою. 37 видів рослин є ендеміками Принсіпі, 95 видів та 1 рід є ендеміками Сан-Томе, і 20 видів є ендеміками Аннобону. Лише 16 ендемічних для екорегіону рослин присутні більш ніж на одному острові. Багато ендемічних рослин регіону належать до родин Маренові (Rubiaceae), Молочайні (Euphorbiaceae) та Зозулинцеві (Orchidaceae). Деякі ендемічні бегонії, зокрема Begonia crateris та Begonia baccata, є прикладами острівного гігантизму і можуть досягати 3 м у висоту.

## Фауна
Екорегіон вирізняється надзвичайно високим різноманіттям ендемічних птахів. 
На Принсіпі зареєстровано 138 видів птахів, з яких 7 видів є ендемічними. Ендеміками Принсіпі є принцеві тимелії (Sylvia dohrni), принсипійські затоківки (Zosterops leucophaeus), інжирові окулярники (Zosterops ficedulinus), принсипійські дрозди (Turdus xanthorhynchus), принсипійські мерли (Lamprotornis ornatus), бронзовоспинні нектарки (Anabathmis hartlaubii) та принсипійські ткачики (Ploceus princeps). На Аннобоні зареєстровано 44 види птахів, з яких три види — анобонська сплюшка (Otus feae), анобонський монарх-довгохвіст (Terpsiphone smithii) та анобонський окулярник (Zosterops griseovirescens) — є ендемічними.
На Сан-Томе зареєстровано 148 видів птахів, з яких 17 видів є ендемічними. Ендеміками Сан-Томе є сан-томейські вінаго (Treron sanctithomae), каштанововолі голуби (Columba thomensis), сан-томейські сплюшки (Otus hartlaubi), сан-томейські монархи-довгохвости (Terpsiphone atrochalybeia), великі нектарки (Dreptes thomensis), сан-томейські нектарки (Anabathmis newtonii), сан-томейські вивільги (Oriolus crassirostris), сан-томейські принії (Prinia molleri), гігантські ткачики (Ploceus grandis), сан-томейські ткачики (Ploceus sanctithomae), сан-томейські окулярники (Zosterops feae), чорноголові затоківки (Zosterops lugubris), та острівні дрозди (Turdus olivaceofuscus). сан-томейські сорокопуди (Lanius newtoni), сан-томейські армілки (Crithagra concolor) та сан-томейські плиски (Motacilla bocagii) вважалися вимерлими, допоки не були повторно відкриті у 1990-1991 роках. Іншим дуже рідкісним ендеміком острова є сан-томейський ібіс (Bostrychia bocagei).
Деякі ендемічні птахи регіону мешкають на двох або трьох островах. Так, принсипійські щедрики (Crithagra rufobrunnea) та сан-томейські голкохвости (Zoonavena thomensis) мешкають на островах Сан-Томе і Принсіпі, а сан-томейські голуби (Columba malherbii) — на всіх трьох островах регіону. Крім того, на островах регіону мешкають деякі ендемічні підвиди різних видів птахів. Зокрема, ендеміками Сан-Томе є сан-томейський рибалочка (Corythornis cristatus thomensis), підвид перепілки-арлекіна Coturnix delegorguei histrionica, підвид білощокого голуба Columba larvata simplex, підвид крапчастої сипухи Tyto alba thomensis та підвид іржастокрилого моріо Onychognathus fulgidus fulgidus, а ендеміками Принсіпі — принсипійський рибалочка (Corythornis cristatus nais), підвид білощокого голуба Columba larvata principalis, підвид зеленого ібіса Bostrychia olivacea rothschildi, підвид блакитного альціона Halcyon malimbica dryas, підвид бурохвостого папуги Psittacus timneh princeps та підвид узлісного дронго Dicrurus modestus modestus. І на Сан-Томе, і на Принсіпі мешкає ендемічний підвид африканського вінаго Treron calvus virescens.
На невеликих скелястих острівцях Педраш-Тіньйозаш мешкають найбільші колонії морських птахів у Гвінейській затоці. Тут гніздиться 100 тисяч пар строкатих крячків (Onychoprion fuscatus), 10-20 тисяч пар атолових крячків (Anous minutus), 4000-8000 пар бурих крячків (Anous stolidus), 1500-3000 пар білочеревих сул та деяка кількість білохвостих фаетонів (Phaethon lepturus). 
Порівняно з багатою орнітофауною регіону, на островах мешкає дуже мало ссавців. Єдиними місцевими наземними ссавцями є принсипійські білозубки (Crocidura fingui), ендеміки острова Принсіпі, та рідкісні сан-томейські білозубки (Crocidura thomensis), ендеміки острова Сан-Томе. Іншими ссавцями, поширеними в регіоні, були рукокрилі. На Сан-Томе мешкають два ендемічні види кажанів — сан-томейський листоніс (São Tomé leaf-nosed bat) та сан-томейський молосик (Chaerephon tomensis), а також ендемічний крилан — сан-томейський мишокрил (Myonycteris brachycephala), який вирізняється асиметричною зубною формулою. Протягом колоніального періоду на Сан-Томе і Принсіпі були завезені сірі пацюки (Rattus norvegicus), чорні пацюки (Rattus rattus), хатні миші (Mus musculus), мавпи Мона (Cercopithecus mona), африканськи цивети (Civettictis civetta) та малі ласиці (Mustela nivalis).
Іншим тваринам регіону також притаманний високий рівень ендемізму. З 33 видів плазунів, поширених в регіоні, 18 видів є ендемічними. На Сан-Томе мешкає 13 ендемічних видів денних метеликів (Rhopalocera), а на Принсіпі — 6 видів. Близько 75 % видів наземних черевоногих молюсків екорегіону є ендеміками, у тому числі представники кількох ендемічних родів. Ендемічний равлик Thyrophorella thomensis є єдиним представником монотипової родини Thyrophorellinae.
Різні представники фауни регіону демонструють типові острівні адаптації, такі як гігантизм і карликовість. Каштанововолі голуби  (Columba thomensis), гігантські ткачики (Ploceus grandis) та великі нектарки (Dreptes thomensis) мають більші, а сан-томейські ібіси (Bostrychia bocagei) — менші розміри, порівняно з аналогічними континентальними видами. Також деякі види демонстують унікальні фізіологічні та поведінкові адаптації.

## Збереження
Оцінка 2017 року показала, що 323 км², або 33 % екорегіону, є заповідними територіями. Природоохоронні території включають Національний парк Обо-де-Сан-Томе, який охоплює значну частину лісів Сан-Томе і Принсіпі, а також Природний заповідник Аннобон, який повністю охоплює однойменний острів.